# Amazon (Schiff, 1852)
Die RMS Amazon (I) war ein 1851 gebauter Raddampfer der britischen Reederei Royal Mail Line, der auf seiner Jungfernfahrt im Januar 1852 auf dem Nordatlantik aus ungeklärten Umständen abbrannte, explodierte und sank. 104 Passagiere und Besatzungsmitglieder kamen dabei ums Leben.

## Das Schiff
Der Raddampfer Amazon wurde am 1. September 1850 auf der Werft R. & H. Green Ltd. im Londoner Stadtteil Blackwall auf Kiel gelegt und lief am 28. Juni 1851 auf der Themse vom Stapel. Das Schiff war längst nicht fertig, doch die Reederei wählte dieses Datum aus Prestigegründen, weil es sich um den 13. Jahrestag der Krönung von Königin Victoria handelte. Zahlreiche Ehrengäste wurden zur Schiffstaufe geladen, darunter William Hare, 3. Earl of Listowel, General Lord Alfred Henry Paget mit Ehefrau, Agustín de Silva y Bernuy, 9. Graf von Salvatierra, Admiral Sir Baldwin Walker, Sir Edward Belcher und General José María Paz. Cecilia Wyndham, Lady Paget, taufte das Schiff auf den Namen Amazon.
Das Schiff verdrängte 2250 britische Tonnen. Der aus Holz gebaute Rumpf der Amazon war 91 Meter lang, 13 Meter breit und hatte einen Tiefgang von 6,58 Metern. Sie hatte drei Decks. Der Dreimast-Dampfer wurde mit zwei Kolbenmaschinen von Seaward and Capel auf zwei Schaufelräder angetrieben, die einen Durchmesser von je 12,40 Metern hatten. Die Maschinen leisteten zusammen 800 PS. Die durchschnittliche Reisegeschwindigkeit des Schiffs lag bei 11,6 Knoten. Bei den Probefahrten von der Themse nach Southampton wurde aber zeitweise eine Höchstgeschwindigkeit von 13,6 Knoten erreicht. Während der Probefahrten, die zu aller Zufriedenheit verliefen, waren Vertreter der Reederei, der Regierung und der Maschinenhersteller an Bord. In den Kesselräumen wurde in 26 Feuerungen Dampf erzeugt. Es wurde geschätzt, dass das Schiff pro Reise etwa 1000 Tonnen Kohle verbrauchen würde.
Die Amazon wurde für die 1841 gegründete Reederei Royal Mail Line mit Sitz in London gebaut, was auch ihr Heimathafen war. Das Unternehmen betrieb einen sehr erfolgreichen Liniendienst nach Südamerika und in die Karibik. Die Amazon sollte Passagiere, Fracht und Post von Großbritannien zu den Westindischen Inseln bringen. Sie war das bis dahin größte Schiff ihrer Reederei. Am 16. Dezember 1851 traf das fertige Schiff in Southampton ein und wurde für seine Jungfernfahrt vorbereitet. William Symons wurde zum Kapitän der Amazon ernannt. Symons hatte bis dahin die 1841 in Dienst gestellte Medway kommandiert. In all seinen Dienstjahren hatte es nie einen Unfall gegeben.

## Untergang

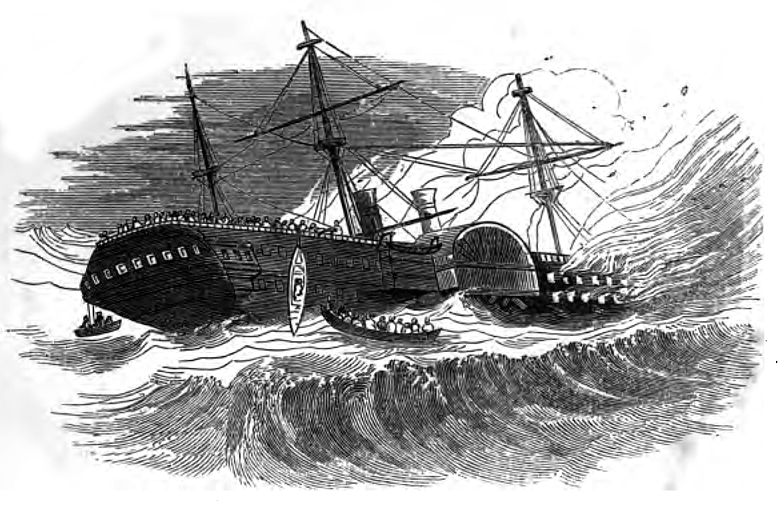
Der Untergang der Amazon

Am Freitag, dem 2. Januar 1852, um 15:30 Uhr legte die Amazon mit 111 Besatzungsmitgliedern, zwei Vertretern der britischen Admiralität und 50 Passagieren an Bord in Southampton zu ihrer Jungfernfahrt zu den Westindischen Inseln und zum Golf von Mexiko ab. Insgesamt waren 163 Menschen an Bord. Viele hochrangige Vertreter der Reederei waren zum Pier gekommen, um die Abfahrt mitzuerleben. Der Wert der Ladung wurde auf etwa 100.000 Pfund Sterling (nach heutigem Geldwert ca. 11.600.000 £) geschätzt. Darunter befanden sich 20.300 Pfund in Anlagemünzen und 500 Flaschen Quecksilber im Wert von 5.150 Pfund. In den Kohlebunkern waren 1.133 Tonnen Kohle gelagert.
Am 4. Januar gegen 00:45 Uhr befand sich die Amazon 180 km südwestlich der Scilly-Inseln, als im vorderen Bereich des Schiffs an Steuerbord ein Feuer ausbrach, das schnell außer Kontrolle geriet. Der Brand wurde entdeckt, als Flammen durch eine Luke vor dem vorderen Mast schlugen. Schnell wurde Alarm ausgelöst. Zu dem Zeitpunkt hatte der Zweite Offizier Charles H. Treweeke das Kommando auf der Brücke. Kapitän Symons und der Erste Offizier Henry Roberts stürzten in Hemd und Unterhosen an Deck. Auch die Passagiere erwachten und kamen in Nachtbekleidung an Deck. Feuerlöschschläuche und Pumpen wurden zum Einsatz gebracht, konnten aber durch die zunehmende Hitze des Brandes und die sich ausbreitenden Flammen nach kurzer Zeit nicht mehr bemannt werden. Starkwind aus südwestlicher Richtung fachte die Flammen zusätzlich an. In der Hitze begannen sämtliche Scheiben zu platzen.
Die Versuche, die Rettungsboote zu Wasser zu lassen, endeten fast ausnahmslos katastrophal. Das erste Boot, das das brennende Schiff mit zwei Dutzend Menschen an Bord verließ, schlug nach dem Aufsetzen auf das Wasser voll und sank; keiner der Insassen überlebte. Das nächste Boot blieb mit dem vorderen Fall am Davit hängen, sodass sämtliche Personen darin in die See geworfen wurden. Ein weiteres Boot riss sich los und stürzte kieloben ab. Eines verschwand spurlos in den stürmischen Wellen. Nur zwei Boote konnten erfolgreich ausgesetzt werden. Viele Passagiere verbrannten oder erstickten noch in ihren Kabinen, andere ertranken während der Versuche, die Boote zu Wasser zu lassen. Währenddessen setzte starker Regen ein. Nacheinander stürzten alle drei Masten um. Einige Menschen kletterten in ihrer Panik auf die Schaufelräder.
Gegen 5 Uhr morgens kam es zu einer Explosion im Magazin des Schiffs; eine halbe Stunde später sank es. 104 der 163 Menschen an Bord kamen bei dem Unglück ums Leben. Die Brigg Marsden, die unter dem Kommando von Kapitän Evans auf dem Weg von London nach North Carolina war, rettete gegen Mittag am 4. Januar 21 Überlebende aus einem der Rettungsboote und brachte sie am darauf folgenden Tag nach Plymouth. Es wurde zunächst befürchtet, dass dies die einzigen Geretteten waren. Kurz danach wurde aber bekannt, dass 25 weitere Personen von der niederländischen Galiot Gertruida (Kapitän Teinelaer) aufgenommen und in Brest an Land gebracht worden waren. Am 16. Januar legte der Rettungskutter Royal Charlotte (Kapitän Lilburn) mit weiteren 13 Überlebenden in Plymouth an. Er hatte sie von dem niederländischen Schiff Hellechina aufgenommen.
Insgesamt überlebten 14 Passagiere und 45 Besatzungsmitglieder. Es waren nur zwei Frauen dabei, die Passagierinnen Miss Anna Maria Smith und Mrs. Elenor Roper McLennan. Mrs. McLennans 18 Monate alter Sohn war das einzige Kind, das überlebte. 104 Menschen kamen ums Leben, darunter 36 Passagiere, Kapitän Symons, alle Offiziere und das einzige weibliche Besatzungsmitglied, die Stewardess Elizabeth Scott. Zu den prominenten Todesopfern zählen der französische Autor Gabriel Ferry und der damals ebenfalls populäre irische Romanautor und Reiseberichterstatter Elliot Warburton. Die Unglücksursache ist bis heute unbekannt. Damalige Berichte gingen davon aus, dass die Kessel überhitzt waren und den Brand ausgelöst haben.